# Mundulea
Genre
Mundulea est un genre de plantes à fleurs dicotylédones de la famille des Fabaceae, sous-famille des Faboideae, originaire d'Afrique et d'Asie, qui comprend une douzaine d'espèces acceptées.

## Liste d'espèces
Selon The Plant List (3 novembre 2018) :
- Mundulea anceps "R.Vig., p.p."
- Mundulea ankazobeensis Du Puy & Labat
- Mundulea antanossarum Baill.
- Mundulea barclayi (Hook.) Du Puy
- Mundulea chapelieri (Baill.) Du Puy & Labat
- Mundulea laxiflora Baker
- Mundulea menabeensis R.Vig.
- Mundulea micrantha R.Vig.
- Mundulea obovata Du Puy & Labat
- Mundulea pondoensis Codd
- Mundulea sericea (Willd.) A.Chev.
- Mundulea stenophylla R.Vig.
- Mundulea viridis "R.Vig., p.p.A"